# Витхофф, Роб
Роб Витхофф (англ. Rob Wiethoff) — американский актёр и актёр озвучивания. Более известен по озвучиванию и захвату движения Джона Марстона в игровой серии «Red Dead» от Rockstar Games.

## Биография
Роб Витхофф родился 15 сентября 1976 года в городе Симор (штат Индиана) в семье врача.
Окончил Индианский университет со степенью бакалавра общеобразовательных дисциплин.

### Карьера
Во время учёбы в университете Роб начал встречаться с девушкой, которая позже переехала в Лос-Анджелес, куда он затем решил поехать на неделю. В Лос-Анджелесе он был убеждён многими людьми, с которыми встречался, что они знают людей, которые могли бы дать ему актёрские роли в фильмах. Это дало толчок на переезд в Лос-Анджелес. Однако все обещания, которые ему давали о ролях в кино, не оказались правдой, после чего Витхоффу ничего не оставалось, кроме как работать барменом. До конца 2008 года Витхофф не получал много рабочих мест в актёрской сфере, за исключением нескольких небольших ролей в небольших фильмах и телевизионной рекламе..
В декабре 2008 года, когда Витхофф ехал домой, ему позвонил его агент и сказал, что у него прослушивание для «безымянной игры». Он завершил прослушивание, чувствуя себя обескураженным и уверенным, что ему не дадут роль. Однако через несколько дней он получил известие о том, что получил роль, и работы начались в январе 2009 года. Игровой проект в конечном счете был объявлен под названием «Red Dead Redemption», разработанный компанией Rockstar San Diego (Rockstar Games). Для игры Роб предоставил озвучку и захват движения для главного героя игры — Джона Марстона, бывшего бандита.
Роль Витхоффа в Red Dead Redemption получила широкое признание критиков. В 2013 году он занял четвёртое место в топ-10 лучших актеров видеоигр в журнале «Game Informer», а также второе место в топ-25 лучших актёров видеоигр в журнале «Complex». Помимо этого, Витхофф выиграл несколько наград за свою роль в данной игре.
Несмотря на славу, которую он получил за игру, Витхофф перестал заниматься актёрским мастерством, ограничившись после выхода игры несколькими ролями. Актёр это объяснил тем, что он больше сосредоточен на своей семье.
Вскоре, в 2013 году, Витхофф покинул Лос-Анджелес и «ушёл» из актёрской индустрии. Несмотря на это, он повторил роль Джона Марстона для игры Red Dead Redemption 2, приквела к первой RDR.

### Личная жизнь
Витхофф познакомился со своей женой Тейлер в Лос-Анджелесе во время разработки Red Dead Redemption. Вскоре в 2011 году они поженились и решили вернуться на родину актёра — город Сеймур. Имеет двух сыновей — Грейсона и Клифтона.
Помимо актёрского мастерства, Витхофф занимается строительством.

## Фильмография

### Видеоигры
| Год  | Название                              | Роль                 | Примечания                                                |
| ---- | ------------------------------------- | -------------------- | --------------------------------------------------------- |
| 2010 | Red Dead Redemption                   | Джон Марстон, Енепей |                                                           |
| 2010 | Red Dead Redemption: Undead Nightmare | Джон Марстон         | Самостоятельное сюжетное дополнение к Red Dead Redemption |
| 2018 | Red Dead Redemption 2                 | Джон Марстон         |                                                           |

#### Прочее
| Год  | Название        | Роль    | Примечания                                  |
| ---- | --------------- | ------- | ------------------------------------------- |
| 2010 | Codename Cygnus | Лазарус | Интерактивное радио-драма для Android и iOS |

### Фильмы
| Год  | Название                                   | Роль                  | Примечания                                |
| ---- | ------------------------------------------ | --------------------- | ----------------------------------------- |
| 2006 | 16 кварталов                               | Судебный пристав      |                                           |
| 2009 | Улица                                      | Тарк                  | Также продюсер                            |
| 2010 | Red Dead Redemption: Человек из Блэкуотера | Джон Марстон          | Короткометражный фильм в стиле «машинима» |
| 2011 | Двойной кран                               | детектив Фитцджеральд |                                           |